# Tellina vespuciana
Tellina vespuciana är en musselart som först beskrevs av d'Orbigny 1842.  Tellina vespuciana ingår i släktet Tellina och familjen Tellinidae. Inga underarter finns listade i Catalogue of Life.